# Giubilanti d'amore fraterno
Giubilanti d'amore fraterno foi o hino nacional de San Marino até 1894.